# Ki Hui-hyeon
Ki Hui-hyeon (hangul: 기희현; hanja: 奇熙賢; Namwon, 16 de junho de 1995), mais frequentemente creditada na carreira musical apenas como Huihyeon (hangul: 희현), é uma rapper, cantora e compositora sul-coreana. É popularmente conhecida por ser integrante do grupo feminino DIA, formado pela MBK Entertainment em 2015. Em janeiro de 2016, tornou-se concorrente do reality show Produce 101, transmitido pela Mnet.

## Biografia
Huihyeon nasceu no dia 16 de junho de 1996 em Namwon, Coreia do Sul. Ela era trainee da Woollim Entertainment e se preparava para estrear como membro do grupo Lovelyz.

## Carreira

### 2015–presente: Estreia com DIA,Produce 101e outras atividades
Em fevereiro de 2015, a MBK Entertainment anunciou que iria formar um novo grupo através de um reality show na qual o público poderia escolher a formação do grupo. No entanto, em junho, a empresa anunciou que o programa seria cancelado e as membros do grupo seriam escolhidas internamente pela gravadora. A MBK Entertainment revelou Huihyeon como integrante de seu novo girl group, DIA.
Huihyeon estreou sob o nome artístico "Cathy" com DIA em 14 de setembro de 2015 com o single Somehow, se seu primeiro álbum de estúdio Do It Amazing. A primeira apresentação ao vivo do grupo ocorreu em 17 de setembro nos palcos do programa musical M! Countdown. Em 17 de dezembro, a MBK Entertainment anunciou que Huihyeon iria se retirar temporariamente do grupo. Ela se juntou à Chaeyeon e Dani pra representarem a MBK Entertainment no reality show Produce 101. Ela ficou em 19° lugar no ranking final do programa e retornou ao grupo em 11 de maio de 2016, usando seu nome de nascimento. Tornou-se a líder do DIA após a saída de Seunghee, líder original do grupo.

## Discografia

### Singles
| Título                                                                    | Ano  | Melhores posições nas paradas | Vendas (DL)    | Álbum                |
| Título                                                                    | Ano  | KOR                           | Vendas (DL)    | Álbum                |
| ------------------------------------------------------------------------- | ---- | ----------------------------- | -------------- | -------------------- |
| "Flower, Wind and You" (꽃, 바람 그리고 너) (com Somi, Yoojung e Chungha) | 2016 | 42                            | - KOR: 38,862+ | Lançamento sem álbum |

## Filmografia

### Reality show
| Ano  | Título      | Emissora | Parceira       | Notas                                |
| ---- | ----------- | -------- | -------------- | ------------------------------------ |
| 2016 | Produce 101 | Mnet     | Chaeyeon, Dani | Concorrente, terminando em 19° lugar |

### Séries de televisão
| Ano  | Título           | Emissora      | Papel     | Notas                                |
| ---- | ---------------- | ------------- | --------- | ------------------------------------ |
| 2015 | Sweet Temptation | Naver TV Cast | ela mesma | Participação especial                |
| 2016 | Drinking Solo    | TVN           | ela mesma | Participação especial no episódio 15 |